# Carnaval de Venecia

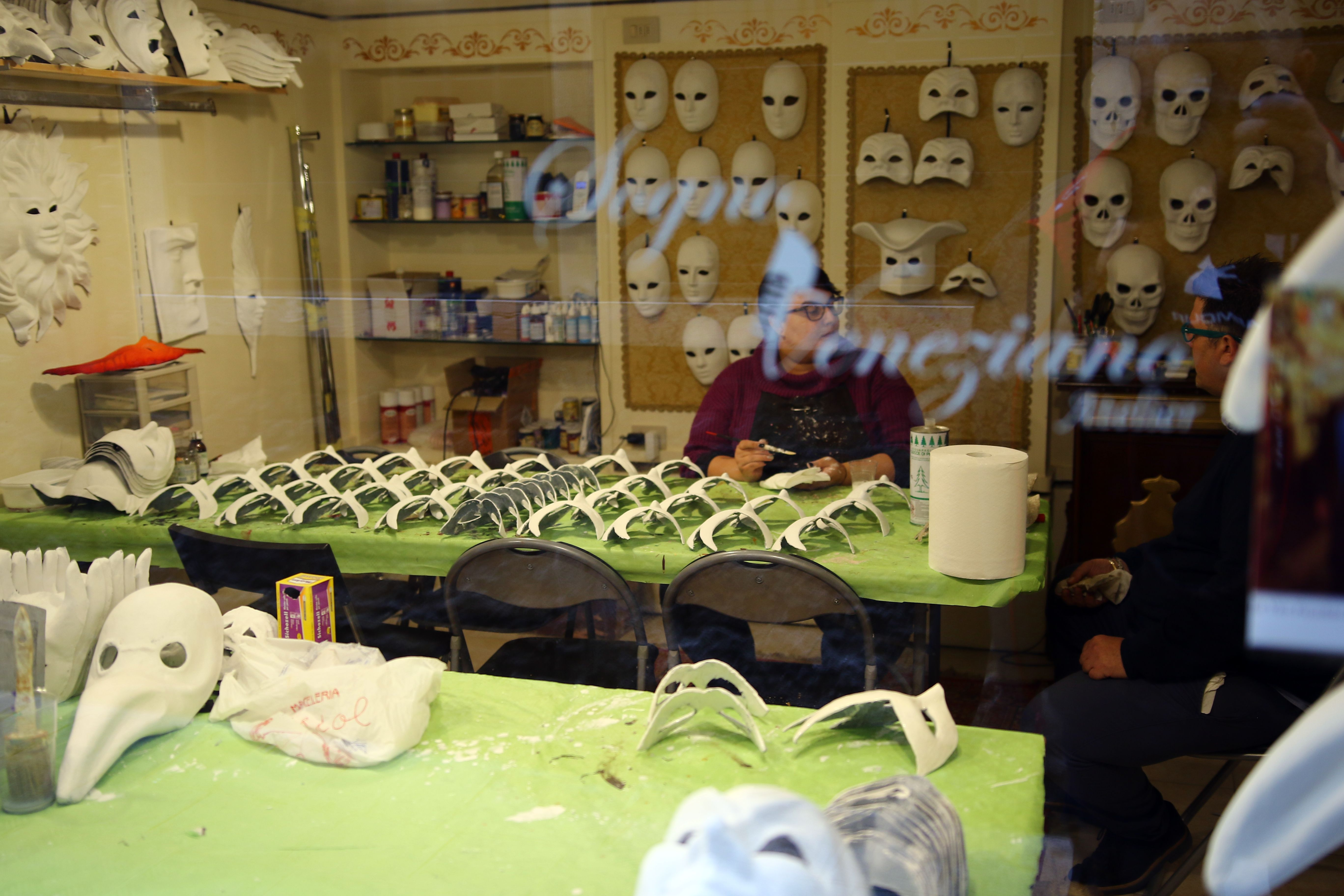
Taller tradicional de máscaras de papel maché

El Carnaval de Venecia (en italiano: Carnevale di Venezia, en véneto: Carnaval de Venessia) es un festival anual celebrado en Venecia, Italia. El carnaval termina con la celebración cristiana de la Cuaresma, cuarenta días antes de Pascua, en el día del carnaval (Martedì Grasso o Mardi Gras), un día antes del Miércoles de Ceniza. El festival es conocido por sus típicas máscaras. 

## Historia

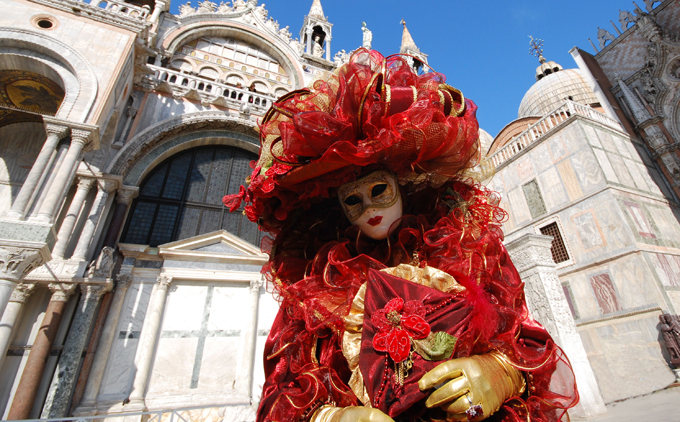
Uno de los participantes del carnaval de Venecia porta una máscara y un disfraz.

Se dice que el carnaval empezó por una victoria de la República de Venecia contra el Patriarca de Aquileia, Ulrico di Treven, en 1162. Por la alegría de esta victoria, la gente se aglomeró en la Piazza San Marco.
Si bien su origen puede estar en el siglo XII. Hay menos evidencia que explique el motivo por el cual se usó la primera máscara en Venecia. Un erudito sostiene que cubrirse la cara en público era una respuesta exclusivamente veneciana a una de las jerarquías de clases más rígidas de la historia europea. Durante el Carnaval, las leyes suntuarias se suspendían y la gente podía vestirse como quisiera, en lugar de hacerlo de acuerdo con las reglas establecidas por la ley para su oficio y clase social.
Durante el siglo XVII, el festival barroco ayudó a salvar la imagen prestigiosa de Venecia en el mundo.
En 1797, Napoleón Bonaparte, durante su ocupación sobre Venecia, prohibió los festejos del carnaval por temor a que se generaran conspiraciones. Los carnavales se fueron restableciendo gradualmente desde el inicio en 1896 y de forma oficial, en 1979. 
El carnaval alcanzó su máximo esplendor en el siglo XVIII, cuando muchos aristócratas de diferentes lugares visitaban Venecia, siendo lo más normal que los príncipes y nobles se escaparan a disfrutar durante algunos días, o incluso meses, de las festividades. Sin embargo, el carnaval fue prohibido por el emperador del Sacro Imperio Romano Germánico, y más tarde emperador de Austria, Francisco II, al igual que el uso de máscaras.

## Carnaval
Este carnaval es totalmente distinto a los que se observan en el resto del mundo. Durante los 10 días de celebración de esta fiesta, la gente se disfraza y sale a la calle a pasear y a tomarse fotos, ya sea en desfiles organizados o improvisados. Hoy miles de visitantes acuden a Venecia en estas fechas para admirar los espectaculares disfraces de quienes invierten miles de euros para lucir como una estrella durante algunos días del año o solo para mezclarse entre la gente y perderse por las callejuelas de esta ciudad única. El Gran Canal de Venecia también es un escenario muy importante donde mirar las góndolas o pasar comiendo una frittella, dulce típico. El récord de visitantes y eventos se alcanza el martes de Carnaval. 
Los disfraces son trajes de época del siglo XVIII veneciano, como si estuvieran recién salidos de un cuadro del settecento. Durante el carnaval, también se organizan muchos eventos y fiestas, algunas de ellas privadas a las que es difícil asistir sin invitación. Los precios de las fiestas también son altos, y una noche puede llegar a costar hasta 500€. El objetivo de la mayoría de los visitantes es ver Venecia en Carnaval y tomarse fotos con los mejores disfraces.

### Festa delle Marie
Según cuenta la historia, en el siglo X, durante el día de la Ascensión de María, el 2 de febrero, doce doncellas venecianas fueron secuestradas por piratas el día de su boda. La población de Venecia dio con los piratas y acabaron con ellos, rescatando así a las doncellas. Desde entonces, la Serenísima decretó un impuesto a los patricios para proporcionar cada año a las muchachas menos pudientes una dote adecuada. Durante el Carnaval, doce de las jóvenes venecianas más bellas, llegarán en un desfile de góndolas, ataviadas con espléndidos trajes históricos a la plaza de San Marcos.

### Festa Veneziana sull’acqua
Tiene lugar el primer fin de semana de Carnaval y es un desfile acuático de góndolas y barcos decorados que navegan por el Gran Canal de Venecia hasta el barrio de Cannaregio. El evento finaliza aproximadamente a la 1 de la tarde.

### Vuelo del ángel
El Volo dell’angelo es uno de los eventos cumbre del Carnaval de Venecia. En una siempre abarrotada plaza San Marcos, podrás ver como un "ángel" (normalmente la ganadora de la Fiesta de las Marías del año anterior) se desliza en un vuelo ágil, sujeta a un cable metálico, desde el Campanario de San Marcos hasta el centro de la plaza. Se llama el vuelo del ángel, porque tradicionalmente la persona encargada de hacer el espectáculo se vestía con un impresionante traje de color blanco. Actualmente se utilizan vestidos extravagantes y de múltiples colores y temáticas (la mayoría de veces con alas).

## Vestimenta
Los trajes que se ponen son característicos del siglo XVIII veneciano. Abundan las maschera nobile y maschera del galeone, una careta blanca con ropaje de seda negra o de colores oscuros y sombrero de tres puntas. Después de 1972 se han ido sumando otros colores a los trajes, aunque las máscaras siguen siendo en su mayoría blancas, plateadas y doradas. 
Los trajes tradicionales venecianos y máscaras caracterizan la esencia más genuina del carnaval de Venecia. Los locales exhiben con orgullo sus atuendos típicos, muchos de los cuales han sido transmitidos y conservados de generación en generación. Estos trajes no solo poseen un gran valor económico, sino también un profundo significado sentimental para quienes los portan. 